# Free Blockbuster
A Free Blockbuster é uma iniciativa que promove trocas de filmes de bairro. Existem mais de 160 Blockbuster Boxes gratuitas nos Estados Unidos. Normalmente, as Free Blockbuster Boxes são feitas através da reutilização de caixas de distribuição de jornais abandonadas. Eles usam a marca Blockbuster nas caixas.